# جائزة روما

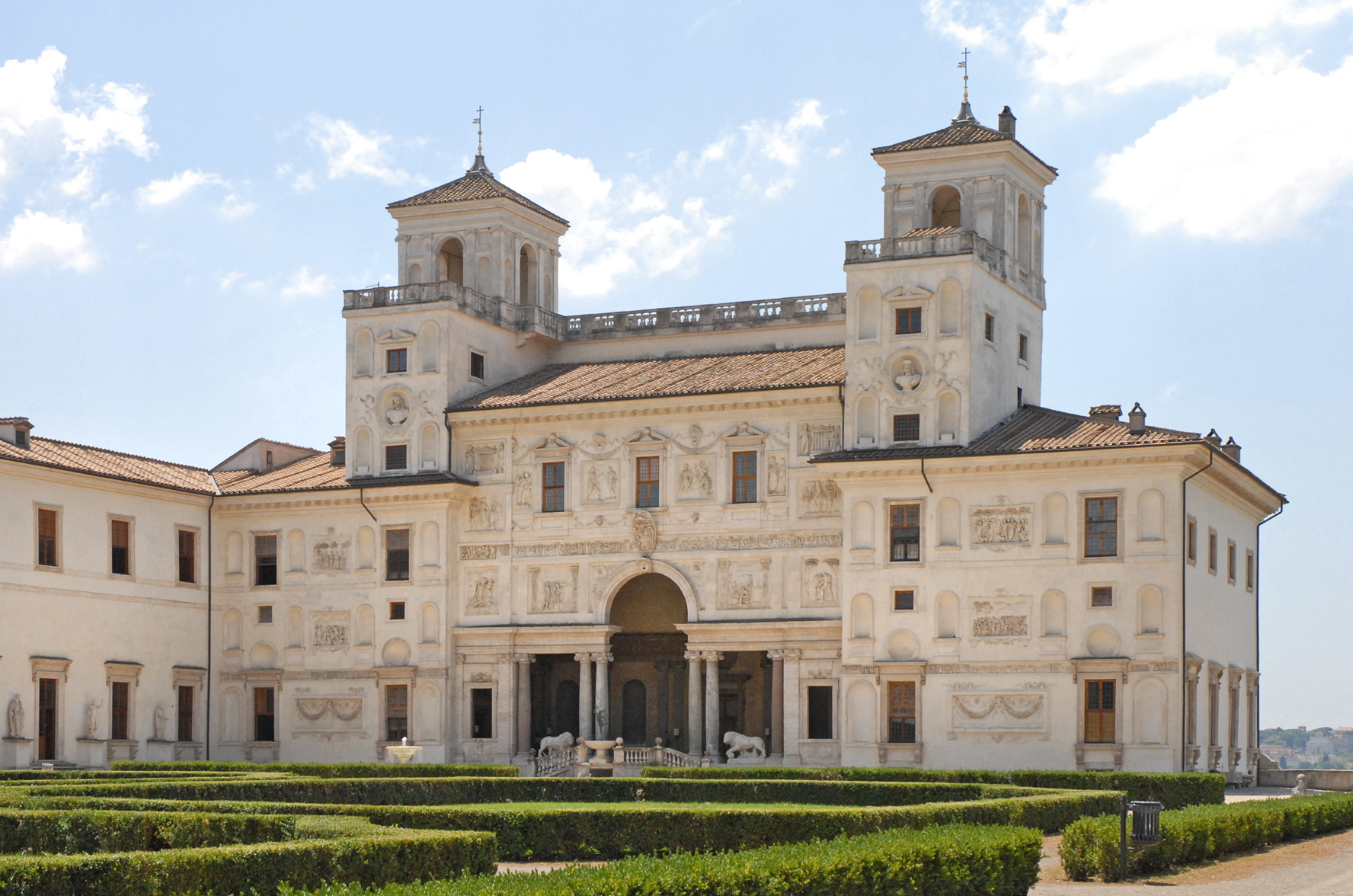
فيلا ميديتشي

كانت جائزة روما (بالفرنسية: Prix de Rome)‏ منحة دراسية لدارسي الفنون في فرنسا، أُنشئت في البداية للرسامين والنحاتين وذلك عام 1663 في عهد لويس الرابع عشر. كانت جائزة روما منحة سنوية تُمنح للفنانين الواعدين بعد إثبات مواهبهم من خلال الفوز في مسابقة إقصائية شديدة الصعوبة. كانت الأكاديمية الملكية للرسم والنحت منظمة الجائزة. حظي الفائزون منذ عام 1666، بفرصة الإقامة في قصر مانشيني في روما لمدة تتراوح بين ثلاث سنوات وخمس على حساب ملك فرنسا. في عام 1720 بدأت الأكاديمية الملكية للعمارة جائزتها في الهندسة المعمارية، ومنذ ذلك التاريخ أُرسل ستة رسامين وأربعة نحاتين ومعماريان سنويًا إلى الأكاديمية الفرنسية في روما التي أسسها جان بابتيست كولبير عام 1666.
بعد 140 سنة من إنشائها توسعت الجائزة لتشمل خمس فئات، بدأت المسابقة في 1663 بفئتين: الرسم والنحت، وأُضيفت العمارة في 1720، وفي عام 1803 أُضيفت الموسيقى، وأخيرًا أُضيف النقش عام 1804. كان الفائز بالمركز الأول يحصل على «الجائزة الكبرى الأولى» (وسميت "agréé" وتعني المعتمَدة) في حين مُنحت «الجوائز الثانية» لمن دونه.
في عام 1803 نقل نابليون بونابرت مقر الأكاديمية الفرنسية في روما إلى فيلا ميديتشي بقصد الحفاظ على المؤسسة من تهديد الثورة الفرنسية. كانت الفيلا وحدائقها في حالة سيئة، فلزم تجديدها كي تستضيف الفائزين بجائزة روما، وقد كان بونابرت يتطلع إلى خلق فرصة للفنانين الفرنسيين الشباب ليروا وينسخوا تحف العصر القديم وعصر النهضة.
في عام 1968 ألغى وزير الثقافة فرنسا آنذاك أندريه مارلو جائزة روما، ومنذ ذلك الحين راح عدد من المسابقات يُنشأ، كما دمجت الدولة متمثلة في وزير الثقافة الأكاديميات مع معهد فرنسا. أما الآن فيملك نزلاء محددون الفرصة للدراسة لمدة 18 شهرُا (أو قد تصل إلى عامين) في الأكاديمية الفرنسية في روما الواقعة حاليًا في فيلا ميديتشي.